# Gilbert de Lacy
Gilbert de Lacy (fallecido c. 1163) fue un noble anglonormando, caballero templario y señor de Lassy, Weobley, Longtown y Ludlow. Era hijo de Roger de Lacy, quien perdió todas las propiedades de Inglaterra tras fracasar la rebelión de 1088 y posteriormente en 1095 contra Guillermo Rufus. Roger fue expropiado de sus tierras y exiliado. Sin embargo, las tierras de Roger de Lacy en Normandía no fueron confiscadas, ya que pertenecían al obispo de Bayeux en régimen feudal.
Gilbert de Lacy heredó las tierras de su padre en Normandía hacia 1133, y en 1136 se encontraba en Inglaterra al servicio del rey Esteban de Inglaterra. Aunque Gilbert recuperó algunas de las tierras de su padre, no recuperó las marcas fronterizas cerca de Gales. Entre las tierras que Gilbert recuperó se encontraban las de los alrededores de Weobley. También se le concedieron algunas tierras en Yorkshire que habían estado en disputa.

## Guerra civil
Aunque Gilbert de Lacy había pasado tiempo en la corte de Esteban, durante la guerra civil que ocurrió durante el reinado de Esteban, cambió de bando y sirvió a la Emperatriz Matilde. En 1138, su feudo de Weobley fue asediado por el rey. Gilbert estuvo junto con su primo Geoffrey II Talbot, pero ambos hombres escaparon cuando el rey tomó el castillo en junio. Ese mismo año (1138) Gilbert de Lacy también dirigió un ejército en un ataque contra Bath al servicio de la Emperatriz Matilde, junto con Geoffrey Talbot, y que algunos historiadores han visto como el acto inicial de la guerra civil.
A finales de la década de 1140, Gilbert de Lacy recuperó muchas de las tierras de las marcas galesas de su padre, incluido Ludlow que arrebató a Josce de Dinan durante una ausencia. Gilbert y Miles de Gloucester reclamaban muchas de las mismas tierras, y durante el reinado de Esteban se encontraban generalmente en bandos opuestos en la disputa sucesoria. En junio de 1153, Gilbert de Lacy se encontraba en compañía del hijo de Matilde, quien se convirtió en el rey Enrique II de Inglaterra en 1154.

## Templario
Alrededor de 1158, se unió a la Orden del Temple y cedió sus tierras a su hijo mayor, Roberto. Posteriormente, atravesó Francia y viajó hasta Jerusalén, donde de Lacy se convirtió en chantre de los templarios en el condado de Trípoli. En 1163, fue uno de los comandantes del ejército cruzado que lucharon contra Nur ad-Din. Fue nombrado comandante de campo por Godofredo Martel y Hugo de Lusignan para la batalla de al-Buqaia.
Se desconoce el año de su fallecimiento, pero fue conmemorado el 20 de noviembre en la catedral de Hereford. La Gesta Stephani describió a Gilbert de Lacy como «un hombre de juicio, astuto y meticuloso en cada operación de guerra».

## Herencia
Se casó con Agnes de Bulmer (c. 1105-1198), hija de Stephen de Bulmer (c. 1103-1171). Fruto de esa relación nacieron varios hijos:
- Roberto de Lacy (c. 1137). Murió sin descendencia poco antes de 1162. Su hermano Hugo heredó las propiedades familiares.[1]
- Hugh de Lacy, señor de Meath (m. 25 de julio de 1185);
- Eva de Lacy (m. 1194). Esposa de Hugo de Longchamp (m. 25 de octubre de 1187).